# Símun Samuelsen
Símun Eiler Samuelsen (født 21. maj 1985 i Vágur) er en færøsk fodboldspiller, der spiller for HB Tórshavn efter at have spillet på Island i en årrække.